# ウワバミのお話
「ウワバミのお話」（ウワバミのおはなし、ロシア語: Про Великого Полоза, ラテン Pro Velikogo Poloza、直訳は「大蛇について」）、または「大蛇の話」（だいじゃのはなし）は、ロシアのウラル地方の民話に取材したパーヴェル・バジョーフによる再話。
1936年、 『クラスナヤ・ノー』誌の第11号で発表され、同年、『ウラル地方の革命前の民間伝承』に所収された。やがて話集 『孔雀石の小箱』の一編に含まれた。
この民話（スカス）では、二人の少年が伝説の大蛇ポロス（邦訳でいわゆる「ウワバミ」、Великий Полоз; Velikij Poloz）に遭遇する。
二人兄弟の話は、 続編の「蛇のあと」（1939年）に続いており、その他数編で一連の蛇の物語群をなしている。

## あらすじ
鉱夫レヴォンティ（Левонтий; Levonty）は、銅山で働きつめて消耗、管理人（プリカシク）の配慮で、金山に移動されたが、成果は思わしくない。そこで事業主の許しで年貢上納金は免除、自由な身で金の採掘を始める。金探しには二人の息子も連れてくる。山師らから（もう長くは持つまいと憐れみをかけられ）良い場所を教わり、リャビノフカ川（Рябиновка）にやって来る。
一週間分のわずかな黄金を官局で換金すると、父親は息子たちを小屋に泊まらせた。兄弟は近くのチュソヴァヤ川で魚釣りして食事。セミヨニッチという男と出会う。 何年も昔、腕利きの製鉄炉技術者だったが、最近町に戻ってた男で、本読みの学があり、どこから捻出するのか暮らす金には困っていない。ただ偏屈で、すり寄ってくる者どもの要求は拒むが、困っている者を頼まれもせず手厚く援助する。子供らは魚スープを分け、男はやわらかいパンを差し出した。身の上話を聞いた男は、子供らのために助っ人に頼んでみるともちかける。ただし他言無用で、その助っ人を決して怖がってはならない。しばらくしてセミヨニッチとやってきたのは：。"全身が黄色づくめの男で、カフタン（上衣）やズボンは金でできていた、僧侶の錦（ブロケード）ってやつだ。カフタンのまわりの幅広のベルトを締めてたが、これの模様や房紐も錦なんだが、ただ緑っぽく輝くのさ。シャープカ帽は黄色で、両側に赤い耳当て。 ... 猫のように緑目だった。... そいつが立っている場所は地面がめり込んでいた"。
緑目の助っ人は、自分が大蛇ポルスであることをほのめかす。だが「もし、黄金をしめす跡を教えてしまったら、少年どもを甘やかしすぎることにはならないか」、と危惧。するとセミヨニッチは「赤貧すぎて子煩悩されちゃあいない」、と諭す。蛇男はすると「人はしょせん皆靴型からできておる。貧乏で物入りなときは善人だが、いったん、わしの[黄金の]尻尾の虜になれば、どんな穢れがくっつくか、わからん」と持論を語り、それでも、子供ゆえ大丈夫なこともあろうから、試してみよう、と同意。だが父親は、善人で死にかけだろうが大人は腐敗せぬとも限らぬから教えてはだめだ、子供たちも見守らねばならない、等と条件づけた。そして男は大蛇ポロスになりかわり、その胴体が地面から生えて、木よりも高くそびえ立った。そしてリャビノフカ（川であると著者注釈）まで這っていき、地面から輪（胴体の節）を次々生やして更に長くなった。少年らの焚火は消されたが、不思議なことにあたりには異様な光源、日差しとは違う冷ややかな光が立ち込めていた。大蛇は川を凍らせて向こう岸に渡り、樺（берёза）の古木を指して、ここが掘る場所だと教えた。
セミヨニッチは少年らに講義し、もし人間が、山師どうしで金山の場所の取り合いになったり、官局が王国の名を借りていい場所を徴収したりすれば、大蛇は怒って金脈をなくしてしまう、と教える。少年らは肝に銘じ、秘密は守るし、慾もかかないと誓いあう。そこでまず最初のカバノキの場所は避けて他を探すと、焚火の灰の跡から新しいカバノキが生えていた。そこを掘ると金塊2粒が手に入った。当分は少年もうまいぐあいにやってはいたが、"後々には気がおかしくなった。けどそれは別の物語さ"と話は最後にしめくくる（続編「ヘビの跡」につづく）。

## 刊行歴
この説話は、「銅山の女王さま」、「いとしの名前」とともに、『クラスナヤ・ノー』誌第11号（1936年）に掲載された。「ウワバミのお話」は、5–9頁。この三作は、ウラルの鉱夫に伝わる話にもっとも忠実なかたちで発表したものとされている。
同年、『ウラル地方の革命前の民間伝承』（Дореволюционный фольклор на Урале; Dorevolyutsionnyy fol'klor na Urale）に スヴェルドロフスク出版社に所収された。のち、 『孔雀石の小箱』の一編として、1939年1月28日に出版されている。
山師の（蛇の）サイクルの物語群の第一話であり、その後、この物語群として「ヘビの跡」（1939年）、 「火の踊り子」（「火の踊子のオグニェヴーシカ＝ポスカクーシカ」、1940年）、「ジャブレイの道」（1942年）、「黄金のダイコ」（Золотые дайки、1945年）、および「水色の子ヘビ」（1945年）が発表された。
英訳ではアラン・モレイ・ウィリアムズ Alan Moray William 訳「The Great Snake」（1944年）、イヴ・マニング Eve Manning  訳「The Great Serpent」（1950年代）が出されている。

## 大蛇ポロス
大蛇ポロス（Великий Полоз; Velikiy Poloz)についてバジョーフは、ウラル鉱夫の伝承を次の様に説明する:
蛇どもは巨大蛇ポロスに統治される。すべての黄金はポロスの意のまま、随意にて'奪い'、あるいは'もたらす'。蛇の眷属を使役することもあるが、自らの力のみでもこれをこなす。 ポロスの役割は「土地の黄金」のみの守護といわれることもある。ポロスはあらゆる手段で黄金の埋蔵地の開発を阻もうとする：その'本来すべての姿'をあらわして恐怖させたり、道具を地にひきずりこんで山師の悩みの種になったり、最終的には黄金を撤収させる。
大蛇ポロスは、ときおりだが、黄金を取っても良い人間とそうでない人間を選別する、"分別ある絶対権利的な管理人"たりえることもあり、ある者には黄金を褒美し、あるものは怖がらせたり死なせたり罰を与える。
大蛇が触れた地表は草が黄色く変わるといわれる。ポロズの這いずり跡も、一般に蛇の跡も、黄金のありかをさししめすといわれる。 ヒメアシナシトカゲも、その手下であるとされる。
バジョーフは、大蛇の娘として、ズメエフカ（Змеевка; Zmeevka）やオグ二ェヴシュカ（Огневушка; Ognevushka、「蛍」の意）など幾つかのキャラクターを登場させており、「黄金の髪」という名の娘（Золотой волос); Zolotoy volos）は、同名の説話「黄金の髪」ではバシキール人の英雄アイリプ（Айлып; Ailyp）に引っ攫われて妻にされてしまう。
蛇に関する一連の物語群では、ウラルの鉱夫は、大蛇やその娘たちにかこつけて"神秘的な自然現象を説明"している。もし"黄金を出す金脈が無くなれば、それはポロス（大蛇、大地のすべての黄金の所有者）が金脈を別の場所に移ししたのである... 水晶など重い石に黄金が入っていれば、それはポロスの娘ズメエフカが通り過ぎたためである、等々"。

## 起源
「ポロス」（ロシア語: полоз; IPA: [ˈpoləs]）は話中、固有名称のようにも使われるが、ナミヘビ科の蛇、ナメラ属などを指す総称である。
筆者バジョーフ本人は、"ポロスの図像の起源... にはなぜかまるで興味がなかった"と述懐しており、なにしろそれは"幼年期のころより馴染みある"イメージだったのだ、としている。だがおそらくは"昔の象徴[画]や、教訓話 からではなく、外の周囲の印象"から得ているとする。すなわち、現地の人々には、大型の「蛇」（jalpyng uj; ялпын уй）を目撃した体験がふんだんにあったということである。
大蛇ポロスの性格は、ウラルの伝説、鉱夫の吉凶観念、マンシ人やハンティ人、バシキール人の迷信に基づいている。ウラルでは現代においても全長 6–10 メートルの大蛇ポロスがいるという伝説が顕在であった。バシキール人の伝承には、黄金の主の存在があり、これは蛇を含め様々な動物の姿をなすことができる。ウラル地域の広域では、黄金を守るのは「かの蛇」あるいは「蛇王」（Змеиный царь, Zmeinyj tsar）であると伝わる。またバジョーフは、北部のことは知らないが、と前置きして"ウラル中部や南部では、この空想的な蛇はポロスや偉大なるポロス（ヴィリキ・ポロス）と呼ぶことの方が多い"、と述べる。
民話の採集場所は、旧シセルツキー採鉱地区で、これには五大工場が含まれる。すなわち地区筆頭のシセルチ工場、 ポレフスコイ工場、セヴェルスキー工場、 ヴェルクニー（Верхний ）工場、 イリインスキー/ヴェルフ・シセルツキー（Верхний/Верх-Сысертский）工場である。ポロスの出現談は、ポレフスコイ工場の関連が多かった。
大蛇と女神である銅山の女王との関係は不明瞭で、バジョーフは「スリシュコじいさん」（дедушки Слышко）という名うての語り部を問い詰めても、この点について要領の良い答えを得られなかった。
バジョーフは、ウラル神話の最古の神霊は銅山の女王#アゾフカ、次いで大蛇、そして山の女王が現れた、と考えた。ポロスが獣形神なことも、古いトーテミズムの時代の産物であることを示唆していると意見される。

## 評論分析
バジョーフの大蛇ポロスは、従来の財宝の番人という役目に加えて、社会正義の執行者の役割もつとめている。資格のある人間は潤わせるが、それ以外の人間には危険な存在である。特に黄金をめぐり紛争するような輩は狙われる。大蛇がもたらす富は、分け与えるためのものではない。
バジョーフの説話において、大蛇の天敵は聡明なミミズクである。
セミヨニッチは、バジョーフ文学の典型的なキャラクターである。一方では探求者であり、魔法的な幻獣とつながっているが、反面、よそ者であり、社会に受け入れられない人間でもある。
デニス・ジェルデフは大蛇ポロスと銅山の女王を比較して、ポロス的男性社会は、秩序、構造、階級制の世界であり、黄金の力は、男の権力と結びつく。女王のように、その出現が予測不能性や破壊をもたらすのではない、と考察する。

## 翻案
ソ連の劇作家ウラジミロヴナ・フィリッポワは「ウワバミのお話」と「ヘビの跡」の二編を合わせて「ポロスの娘」（Полозова дочка: Polozova dochka）を1949年のバジョーフ原作の子ども劇場向け作品集に所収させている。
ウラジミール・マケラネッツ監督の2007年ロシア映画『Золотой полоз（黄金の蛇）』は、「ウワバミのお話」を大まかに土台としている。